# Rudolf Koch

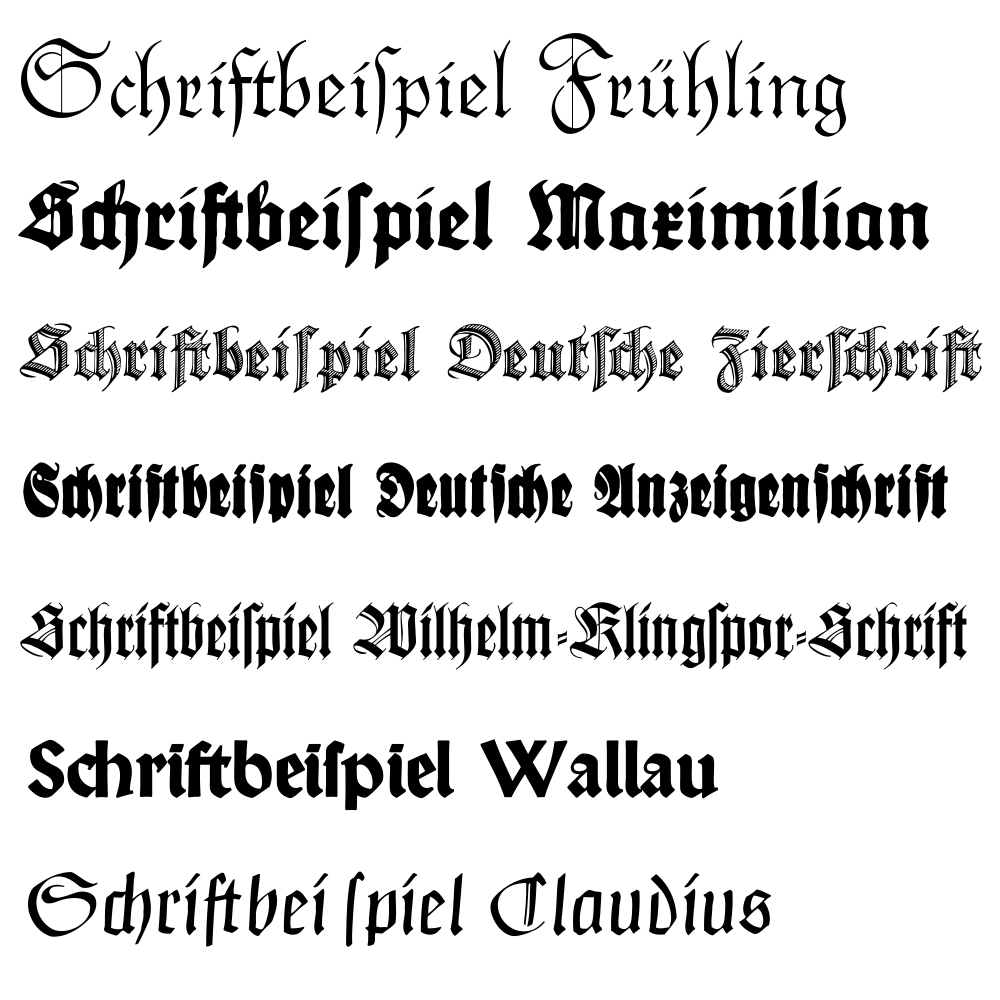
Fraktur lettertypen ontworpen door Rudolf Koch

Rudolf Koch (Neurenberg, 20 november 1876 -  Offenbach am Main, 9 april 1934) was een vooraanstaande Duitse kalligraaf, graficus, letterontwerper en docent.
Rudolf Koch leerde als zestienjarige het vak van ciseleerder bij een metaalwarenfabriek in Hanau.  Hij studeerde ook aan de Zeichenakademie, de Kunstgewerbeschule in Neurenberg en de Technischen Hochschule in München.  
Daarna was hij als kalligraaf en letterontwerper werkzaam bij de lettergieterij van de Gebroeders Klingspor. Hij werkte ook voor het Insel Verlag. Hij creëerde verschillende lettertypes, zowel in de Fraktur als in de Romeinse stijl. Fritz Kredel studeerde onder Koch aan de Offenbach School of Design. 
Koch schreef een boek met 493 symbolen, monogrammen en runes getiteld The Book of Signs (herdrukt in 1955, in de Dover Pictorial Archive Series). Hij had ook een column in het tijdschrift Die zeitgemäße Schrift, een tijdschrift over ontwerpen gepubliceerd door Heintze & Blanckertz. 

## Door Koch ontworpen lettertypes
- Deutsche Schrift (1908-1921) Deutsche Schrift (1908-1921)
- Maximilian Antiqua (1913-17) Maximilian Antiqua (1913-1917)
- Wilhelm Klingspor-Schrift (1920-1926)mvm Wilhelm Klingspor-Schrift (1920-1926) MVM
- Deutsche Zierschrift (1921) Deutsche Zierschrift (1921)
- Koch Antiqua/Locarno (1922) Koch Antiqua / Locarno (1922)
- Neuland (1922-1923) Neuland (1922-1923)
- Deutsche Anzeigenschrift (1923-1924) Deutsche Anzeigenschrift (1923-1924)
- Jessen (1924-1930) Jessen (1924-1930)
- Wallau (1925-1934) Wallau (1925-1934)
- Kabel (1927-1929) Kabel (1927-1929)
- Offenbach (1928) Offenbach (1928)
- Zeppelin (1929) Zeppelin (1929)
- Marathon (1930-1938) Marathon (1930-1938)
- Prisma (1931) Prisma (1931)
- Claudius (1931-1934) Claudius (1931-1934)
- Holla (1932) Holla (1932)
- Grotesk-Initialen (1933) Grotesk-Initialen (1933)
- Koch Current (1933) Koch Huidige (1933)

## Bron
- Artikel in Engelstalige Wikipedia

- Bibsys: 5053367
- Biblioteca Nacional de España: XX1584309
- Bibliothèque nationale de France: cb12689954q (data)
- Catàleg d'autoritats de noms i títols de Catalunya: 981060030150806706
- CiNii: DA07097758
- Gemeinsame Normdatei: 116273356
- International Standard Name Identifier: 0000 0001 1033 4416
- Library of Congress Control Number: n50042620
- Nationale Bibliotheek van Letland: 000297078
- Nationale Bibliotheek van Tsjechië: xx0075894
- Nationale bibliotheek van Australië: 35277785
- Nationale Bibliotheek van Israël: 987007305770605171
- Nationale Bibliotheek van Polen: a0000001199894
- Nederlandse Thesaurus van Auteursnamen: 070819114
- Réseau des bibliothèques de Suisse occidentale: 02-A003463564
- RKD-Nederlands Instituut voor Kunstgeschiedenis: 253327
- Istituto Centrale per il Catalogo Unico: SBLV278504
- SNAC: w6g73khg
- Système universitaire de documentation: 053425073
- Trove: 894275
- Virtual International Authority File: 120710554
- WorldCat: E39PBJpYrGcxJ78bg3CXkDfTHC